# Move on Baby
Move on Baby è un singolo del 1994 dei Cappella.
Il brano raggiunge il 1º posto in Svizzera, Paesi Bassi,, nella Dutch Top 40. e nell'Euro Top 20.
Arriva al 3º posto in Austria e al  7º posto nel Regno Unito..
In Italia si ferma al 3º posto, classificandosi il 27° singolo più venduto del 1994.
Discreto successo in Norvegia, Svezia e Francia, raggiunge il 7º posto della Hot Dance Club Play e il 31° della Dance Club Single Sales.
Il brano viene presentato al Festivalbar e inserito nell'omonima compilation.

## Tracce
CD-Maxi  
1. Move On Baby (Definitive Edit)		3:39
2. Move On Baby (Razor Mix)		5:27
3. Move On Baby (House Mix)		5:30
4. Move On Baby (Ralf And Professor Mix)		8:45
5. Move On Baby (Plus Staples Mix)		6:10
6. Move On Baby (Original Mix)		5:12
7. Move On Baby (Extended Mix)		5:45

CD-Maxi Red Bull
1. Move On Baby (Mars Plastic Edit)		3:25
2. Move On Baby (Mars Plastic Mix)		5:30
3. Move On Baby (House Mix)		5:30
4. Move On Baby (Overture & Raf Zone Mix)		11:35
5. Move On Baby (KM 1972 Mix)		5:58
6. Move On Baby (Original Mix)		5:12
7. Move On Baby (Extended Mix)		5:45
8. Move On Baby (Sound Of Love Mix)		6:35
9. Move On Baby (Tribalism Mix)		6:30
10. Move On Baby (Plus Staples Mix)		6:10
11. Move On Baby (DJ Pierre Trance Mix)		8:20
12. Move On Baby (Ralf & Professor Mix)		6:59

7" Single
1. Move On Baby (Definitive Edit)		3:39
2. Move On Baby (Plus Staples Mix)		3:30